# رامیرو دی لئون کارپیو
رامیرو دی لئون کارپیو (انگلیسی: Ramiro de León Carpio; زاده ۱۲ ژانویهٔ ۱۹۴۲ – درگذشته ۱۶ آوریل ۲۰۰۲) سیاستمدار، و وکیل اهل گواتمالا بود. وی از ۶ ژوئن ۱۹۹۳ تا ۱۴ ژانویه ۱۹۹۶ رئیس‌جمهور گواتمالا بود.
رامیرو دی لئون کارپیو در ۱۶ آوریل ۲۰۰۲، در سن ۶۰ سالگی درگذشت.